# San José de Gracia (kommun)
San José de Gracia är en kommun i Mexiko.   Den ligger i delstaten Aguascalientes, i den centrala delen av landet, 500 km nordväst om huvudstaden Mexico City. Antalet invånare är 4 315. Arean är 866 kvadratkilometer.
Terrängen i San José de Gracia är kuperad.
Följande samhällen finns i San José de Gracia:
- San José de Gracia
- San Antonio de los Ríos